# Fakulta zemědělská a technologická Jihočeské univerzity
Fakulta zemědělská a technologická Jihočeské univerzity v Českých Budějovicích (FZT JU) je jedna z osmi fakult Jihočeské univerzity. Vznikla v roce 1960 jako samostatná škola pod názvem Provozně ekonomická fakulta Vysoké školy zemědělské v Praze. V roce 1991 se spolu s Pedagogickou fakultou v Českých Budějovicích podílela na vzniku Jihočeské univerzity. V roce 2022 došlo k přejmenování fakulty, od 18. března 2022 používá současný název Fakulta zemědělská a technologická.
Fakulta zemědělská a technologická Jihočeské univerzity v Českých Budějovicích je druhou nejstarší vysokoškolskou institucí v Českých Budějovicích a její výukové prostory jsou soustředěny především v univerzitním kampusu na západním okraji města s výbornou dosažitelností centra i řadou možností sportovních a volnočasových aktivit.
Uchazeči s ukončeným středoškolským vzděláním (maturitou) mohou studovat v bakalářských studijních programech, jako jejich absolventi pak mohou pokračovat v navazujících magisterských studijních programech a získat titul inženýr (Ing.). Na fakultě si lze rovněž vybrat z celé řady doktorských studijních programů a po úspěšném studiu získat titul Ph.D.

## Studijní programy

### Bakalářské studium (Bc.)
- Agroekologie
- Agropodnikání
- Pozemkové úpravy a převody nemovitostí
- Zemědělská technika a technologie
- Zemědělské biotechnologie
- Zemědělství
- Zootechnika

### Navazující magisterské studium (Ing.)
- Agroekologie
- Kvalita a zpracování zemědělských produktů
- Zemědělská technika a technologie
- Zemědělské inženýrství
- Zootechnika
- Multifunctional Agriculture (pro zahraniční studenty; vyučován v angličtině)

### Doktorské studium (Ph.D.)
- Agroekologie a aplikovaná ekologie
- Obecná produkce rostlinná
- Obecná zootechnika
- Zemědělská chemie a biotechnologie
- Zemědělství a technologie 4.0

## Habilitační řízení a řízení ke jmenování profesorem

### Akreditované obory pro habilitační řízení
- Aplikovaná a krajinná ekologie
- Obecná produkce rostlinná
- Obecná zootechnika
- Speciální zootechnika
- Zemědělská chemie

### Akreditované obory pro řízení ke jmenování profesorem
- Aplikovaná a krajinná ekologie
- Obecná produkce rostlinná
- Speciální zootechnika
- Zemědělská chemie

## Katedry
- Katedra agroekosystémů
- Katedra aplikované ekologie
- Katedra aplikované chemie
- Katedra biologických disciplín
- Katedra datových věd a výpočetních systémů
- Katedra genetiky a biotechnologií
- Katedra krajinného managementu
- Katedra potravinářských biotechnologií a kvality zemědělských produktů
- Katedra rostlinné výroby
- Katedra techniky a kybernetiky
- Katedra zootechnických věd

## Výzkumný a výukový minipivovar FZT JU
Výzkumný a výukový minipivovar Fakulty zemědělské a technologické Jihočeské univerzity v Českých Budějovicích byl založen v květnu roku 2016. Minipivovar je využíván k výzkumu a výuce v oblasti pivovarnictví. Vzhledem k jeho malému výstavu jej pro své výzkumné účely využívá mnoho větších pivovarů, zejména národní podnik Budějovický Budvar.
Výuka v minipivovaru probíhá v rámci studijních programů a dále lze také absolvovat individuální i skupinové kurzy vaření piva.

### Sládci v minipivovaru
Prvním sládkem se stal pan Libor Smutek, se zkušenostmi s vařením piva v plzeňských pivovarech Gambrinus a Plzeňský pivovar. V současné době na pozici sládka nahradil pana Smutka Ing. Vlastimil Nohejl, který přichází s novými recepturami a posouvá tak akademické pivo ČTYRÁK dále. Pod jeho rukou vzniklo mnoho receptur, které byly oceněny na prestižních soutěžích.

### Ocenění piva ČTYRÁK
Akademické pivo ČTYRÁK získalo řadu ocenění na prestižních soutěžích, jako například v soutěži Chutná Hezky. Jihočesky. nebo Zlatá pivní pečeť.